# Pjotr Jan
Pjotr Jevgenjevitj Jan (russisk: Пётр Евгеньевич Ян ; født 11. februar 1993 i Dudinka, Sverdlovsk i Rusland)  er en russisk professionel MMA-udøver, der konkurrerer i Bantamweight divisionen i Ultimate Fighting Championship (UFC), hvor han er den tidligere UFC bantamweight-mester. Jan kæmpede tidligere i Absolute Championship Berkut, hvor han er en tidligere ACB bantamvægt-mester. Fra den 14. december 2020 er han nr. 10 på UFC mænds pound-for-pound-rangliste. 

## Tidligt liv
Jan blev født af en far af blandet kinesisk-russisk afstamning og en russisk mor.  I sjette klasse begyndte Jan at træne i ITF Taekwon-do og kæmpede ofte på gaderne og på skolen i hans område, så hans familie flyttede ofte for at prøve at forhindre dette. Jans storebror trænede boksning i byen Dudinka, Krasnojarsk kraj, og Pjotr ville også lære at bokse. Men hans storebror nægtede oprindeligt at tage Pjotr med sig, og derfor besluttede Pjotr at snige sig og følge sin bror for at lære at lære boskning. Fra da af fortsatte Pjotr med at træne boksning i 8 år og opnåede rang som Master of Sport i boksning i 64 kg vægtklassen. Pjotr Jan dimitterede også fra det sibiriske føderale universitet i byen Omsk med en grad i fysisk kultur og sport.

## MMA-karriere

### Tidlig karriere
Jan debuterede i MMA ved Eurasian Fighting Championship – Baikal Fight i december 2014. Han vandt via knockout i tredje runde over Murad Bakiev, som også var debutant. I 2015 underskrev Jan en kontrakt med den russiske organisation Absolute Championship Berkut . Han siges at have fået mange fans efter sin debut med organisationen, hvor han kæmpede mod den brasilianske kæmper Renato Velame, som på det tidspunkt allerede havde 26 kampe i sin MMA- karriere. Imidlertid vandt Jan denne kamp via afgørelse. I Jans tredje kamp kæmpede han og slog Kharon Orzumiev via submission i første runde på bare 47 sekunder. I sin næste kamp slog Jan Artur Mirzakhanyan ud i den første runde, der blev afholdt på Professional Fight Night 10: Russia Cup.

### Absolute Championship Berkut
Den 24. oktober 2015 stod Jan over for Murad Kalamov og vandt kampen via enstemmig afgørelse. Sejren gav Jan muligheden for at kæmpe mod Magomed Magomedov om mesterskabsbæltet i bantavægt divisonen.
Jan kæmpede mod Magomed Magomedov den 26. marts 2016 i Moskva ved ACB 32: "The Battle of Lions". Efter at have gået alle fem runder vandt Magomedov kampen via delt agørelse og vandt titlen i bantamweight; mange følte imidlertid, at Jan havde vundet kampen, inklusive ACB-præsident, Majrbek Khasijev, der lovede at booke en omkamp. Selvom Jan tabte, blev denne kamp valgt som ACBs bedste kamp i året, 2016. 
Efter sit første professionelle nederlag vendte Jan tilbage for at møde den engelske MMA-udøver Ed Arthur på ACB 41: Path to Triumph i Sotji. Han vandt kampen via enstemmig afgørelse. 
I foråret 2017 skulle Jan have en omkamp med Magomedov den 15. april ved ACB 57: Payback i Moskva. Denne gang krævede Jan hævn og besejrede Magomedov via enstemmig afgørelse efter at have kæmpet med alle de fem runder. Han vandt afgørelsen og blev i sidste ende kronet som ACB-bantamvægtmester. 
Efter sin sejr vendte Jan tilbage i september 2017 for at kæmpe mod den brasilianske udfordrer Matheus Mattos på ACB: 71 i Moskva. Efter at have vundet de to første runder fangede Jan, Mattos med en venstre uppercut, hvilket fik Mattos til at falde på ryggen, hvilket fik dommeren til at stoppe kampen. Han forsvarede med succes sin bantamvægt-titel ved knockout i tredje runde. 

### Ultimate Fighting Championship
Eter sit titelforsvar, skrev Jan kontrakt med Ultimate Fighting Championship i januar 2018. 
Jan fik sin UFC-debut mod Teruto Ishihara den 23. juni 2018 på UFC Fight Night 132.  Han vandt kampen via teknisk knockout i første runde. 
Jan var kort planlagt til at møde top-14 UFC-rangerede Douglas Silva de Andrade den 15. september 2018 på UFC Fight Night 136.  Andrade trak sig dog ud af kampen den 9. august med henvisning til en fodskade  og han blev erstattet af Jin Soo Son.  Ved indvejning vejede Son et pund over grænsen for ikke-titelkampe på 136 pund, og han blev idømt en bøde på 20 procent af sin løn til Jan.  Jan vandt kampen via enstemmig afgørelse.  Denne sejr gav ham Fight of the Night- bonusprisen. 
En bantamweightkamp blev ombooket mellem Jan og Douglas Silva de Andrade til UFC 232 den 29. december 2018.  Han vandt kampen via teknisk knockout i 2. runde efter de Andrades hjørne stoppede kampen. 
Den 10. januar 2019 afslørede Jan på sociale medier, at han havde underskrevet en ny kontrakt med fire kampe med UFC.  Jan stod overfor John Dodson den 23. februar 2019 på UFC Fight Night 145.  Jan vandt kampen via enstemmig afgørelse efter at have ramt med hårde slag og spark, mens Dodsons ryg var imod buret.  
På trods af sin tidligere, få måneder gamle kontrakt underskrev Jan en ny kontrakt med seks kampe, der blev tilbudt ham straks efter hans sejr mod Dodson. 
Jan stod over for Jimmie Rivera den 8. juni 2019 på UFC 238.  Han vandt kampen via enstemmig afgørelse. 
Den 26. juni blev det rapporteret, at Jan måtte gennemgå operation på grund af synovitis i sin venstre albue. 
Jan stod over for Urijah Faber den 14. december 2019 på UFC 245.  Efter stort set at have domineret de slående udvekslinger og banket Faber ned i anden runde, vandt Jan i sidste ende kampen via knockout i tredje runde.   Denne sejr gav ham præmien Performance of the Night-bonusprisen. 
Efter kampen med Faber var Jan kritisk over for bantamweight-mesteren Henry Cejudo og sagde, at han blev undveget af Cejudo. ”Jeg synes det er ret indlysende, at han udnviger mig og gør alt, hvad han kan, for at undgå at kæmpe mod mig. Al denne snak om, at han ønsker et større navn, er lort, han vil bare have lettere kamp for sig selv. " 

#### Bantamweight-mesterskab
Efter Cejudos titelforsvar mod Dominick Cruz på UFC 249, meddelte Cejudo, at han ville trække sig tilbage fra MMA, og gjorde dermed UFC Bantamweight-ttlen ledig . Jan stod derefter over for den tidligere WEC og UFC Featherweight-mester José Aldo om det ledige bantamweight-mesterskab den 12. juli 2020 på UFC 251.  Han vandt kampen via teknisk knockout i den femte omgang. 
Jan forventedes at at have sit første titelforsvar mod Aljamain Sterling den 12. december 2020 på UFC 256.  Det blev dog meddelt den 22. november, at kampen blev annulleret fra UFC 256-kortet  og kampen blev ombooket til den 6. marts 2021 ved UFC 259.  Jan tabte kampen via diskvalifikation i fjerde runde på grund af et ulovligt knæ, om tabte dermed UFC Bantamweight-titlen . 

## Privatliv
Jan og hans kone har to sønner. 

## Mesterskaber og præstationer

### Mixed martial arts
- Ultimate Fighting Championship
  - UFC Bantamweight-mesterskab (1 gang)[34]
  - Fight of the Night (1 gang) vs. Jin Soo Son[17]
  - Performance of the Night (1 gang) vs. Urijah Faber[31]

- Absolute Championship Berkut
  - ACB Bantamweight Championship (1 gang)
    - Et succesfuldt titelforsvar

  - Absolute Championship Berkut Grand-Prix vinder

- MMADNA.nl
  - Årets europæiske nykommer i 2018 [40]